# Ignacio Crespo del Castillo
Ignacio Crespo del Castillo (Las Palmas de Gran Canaria, 10 de octubre de 1908-Madrid, 3 de julio de 2009) fue un militar español.

## Biografía
Era hijo de Ignacio Crespo Coto, quien en 1896 había luchado contra a los independentistas filipinos en Novaliches y fue condecorado con la cruz laureada de San Fernando. En 1922 ingresó en el la Academia de Infantería de Toledo y en 1925 obtiene el grado de alférez, la vez que es destinado al Regimiento de Infantería Bailén en Logroño. En noviembre de 1926 es destinado al Batallón de Cazadores de África en Tetuán y en 1927 en el Tercio de Extranjeros, participando en las Operaciones de Adru, Ain-Gorra, Afermun, Rokbaalia, serguir, Akaki y ahorro Jardia. En 1928 es ascendido a teniente y en 1929 es condecorado con la Gran Cruz del Mérito Militar. En 1930 es destinado al Regimiento de Infantería Wad Ras de Madrid y en 1931 al Regimiento de Carros de Combate.
Durante la Segunda República Española ejerció como profesor de gimnasia y participó en Varias Pruebas de pentatlón y saltos. El golpe de Estado del 18 de julio de 1936 le sorprende en Berlín, donde estaba animando a los participantes españoles en los Juegos Olímpicos de verano de 1936. Volvió a Madrid e intentó pasar a la zona nacional, pero fue detenido, juzgado , condenado por traición y en noviembre de 1937 ingresa en la cárcel de Porlier, donde pasó el resto de la Guerra Civil Española.
El 28 de marzo de 1939 es liberado y poco después ascendido a capitán. Ejerció de profesor de educación física en varios batallones hasta que en 1942 marcha voluntario a luchar junto con la División Azul, participando en la batalla de Krasni Bor. En 1944 vuelve a España y es ascendido a Comandante. En 1950 es nombrado profesor de educación física en la Academia Militar de Suboficiales de Villaverde, donde en 1953 es ascendido a teniente coronel. Tras varios destinos, en 1955 es destinado a la nueva Agrupación de Banderas Paracaidistas, cuna de la futura BRIPAC. Tras realizar p laruebas con 11.ª División Aerotransportada de Estados Unidos en Alemania, en 1957 es enviado a la Guerra de Sidi Ifni, en la que se encargó de la liberación de las posiciones de Tiugsa y del mando de la defensa de Sidi Ifni. En 1958 volvió a España y en 1961 es ascendido a coronel. De 1962 a 1966 dirige la Agrupación de Infantería "Guadalajara". En 1966 fue ascendido a general de brigada y se le encargó el Mando de la BRIPAC. Deja el cargo en 1970, cuando fue ascendido a general de división y nombrado comandante militar de Oviedo. De 1971 a 1972 fue jefe de la División Acorazada Brunete y en 1976 pasó a la reserva.
Falleció en Madrid en 2009, a la edad de 100 años.